# 교황 니콜라오 3세
교황 니콜라오 3세(라틴어: Nicholaus PP. III, 이탈리아어: Papa Niccolò III)는 제188대 교황(재위: 1277년 11월 25일 - 1280년 8월 22일)이다. 본명은 조반니 가에타노 오르시니(이탈리아어: Giovanni Gaetano Orsini)이다.

## 개인 약력
조반니 가에타노 오르시니는 로마 태생으로 이탈리아의 유력한 귀족 집안인 오르시니 가문의 일원으로 로마 귀족 마테오 로소 오르시니와 그의 첫 번째 부인 페르나 가에타니의 장남으로 태어났다. 그의 부친은 1235년 이래 비코바로, 리첸차, 칸탈루포인사비나, 로카조비네, 가레라, 포르넬로, 카스텔산탄젤로디티볼리, 네투노, 치비텔라달리아노, 보마르초, 산폴로, 네롤라의 카스텔폴리아의 영주였으며, 1241년부터 1243년까지는 무나노와 산탄젤로로마노, 몬테로톤도의 영주와 로마 원로원 의원을 지냈다. 그의 동생 지오르다노는 1278년 3월 12일 형인 교황 니콜라오 3세에 의해 산에우스타키오 성당의 부제급 추기경에 서임되었으며, 또 다른 동생 젠틀레는 무나노와 펜나, 네투노, 피티리아노의 영주가 되었다. 그리고 몬테조르다노의 마테오 로소라는 또 다른 동생은 1279년 (아마도) 로마 원로원 의원이 되었으며, 1281년 토디의 전투 지휘관과 시에나의 행정관(포데스타)이 되었다. 그 밖에도 다섯 명의 남동생과 두 명의 여동생이 있었다.
오르시니 가문은 이미 교황 스테파노 2세(752-757)와 교황 바오로 1세(757-767), 교황 첼레스티노 3세(1191-1198) 등의 교황을 배출하였다.
그는 그의 조카와 일부 학자들이 생각했던 것처럼 파리에서 공부한 적이 없다. 1244년 교황 인노첸시오 4세에 의해 추기경에 서임되기 전까지의 경력에 대해서는 알려진 것이 없다.

## 추기경
조반니 가에타노 오르시니는 1244년 5월 28일 토요일 교황 인노첸시오 4세가 소집한 첫 추기경회의에서 나머지 11명과 함께 추기경에 서임되었다. 그는 산 니콜라 인 카르체레 성당의 부제급 추기경에 서임되었다. 그는 요크의 의전참사회원 및 비(非)봉록 참사원이 되었다. 1244년 여름, 그는 교황 인노첸시오 4세 및 네 명의 다른 추기경과 함께 제노바로 몸을 피했다. 리옹에서 그는 제1차 리옹 공의회에 참석했다. 오르시니 추기경을 비롯한 로마 교황청은 1251년 5월 신성 로마 제국 황제 프리드리히 2세가 사망하기 전까지 이탈리아로 돌아가지 못했다. 제노바와 밀라노, 브레시아에서 여름을 보낸 후, 교황청은 최종적으로 1251년 11월 페루자에 이르렀다. 이후 교황청은 1253년 4월까지 페루자에 머물렀다. 10월 중순에 이르러 교황청은 로마로 돌아왔으며, 교황과 교황청은 1254년 4월 말까지 계속 로마에 머물렀다. 5월에 교황과 교황청은 아시시로 순례를 떠난 다음 아나니로 가서 6월 10일까지 2달 동안 머물렀다. 그들은 신성 로마 제국 황제 자리에 대한 권리를 주장한 만프레디의 추격을 피해 자리를 떴다. 12월 초에 포지아 전투가 일어나 교황군이 파병되었다. 인노첸시오 4세가 1254년 12월 7일 나폴리로 피신한 와중에 선종하여, 그의 후임자를 뽑기 위한 교황 선거가 나폴리에서 열렸다. 12월 11일 금요일 선거가 시작되어 자리에 총 12명의 추기경들 중에서 10명이 참여했으나 어느 후보도 과반수 득표를 받지 못했다. 그러나 12월 12일 토요일에 교황 그레고리오 9세의 조카이자 조정자로 평판이 높았던 리날도 데이 콘티 디 세니 추기경이 교황으로 선출되었다. 그는 교황 알렉산데르 4세가 되어 1254년 12월 20일 토요일 나폴리 대성당에서 교황 대관식을 가졌다. 오르시니 추기경은 추기경 임기 11년 6개월 중 불과 첫 6개월 동안만 로마에 지냈다. 교황청이 로마를 떠나 다른 곳에 머무는 것은 상당히 불리한 점이었다.
교황 알렉산데르 4세와 교황청은 1255년 6월 첫 주간까지 나폴리에 계속 머물다가 아나니로 가서, 11월 중순까지 로마에 귀환하지 않았다. 문제는 그동안 로마는 1252년부터 카살레키오디레노 백작이자 원로원 의원인 브란칼레오네 델리 안달로의 손에 넘어가면서 기벨린과 교황청은 난폭한 폭도들에 의해 로마에 들어갔다가 쫓겨나기를 반복했다는 것이다. 교황청은 1257년 5월 말까지 로마에 지내다가 다시 비테르보에 가서 여름을 보냈다. 비테르보에서 머문 기간은 1258년 10월 말까지였으며, 이후 그들은 다시 아나니로 가서 1260년 11월 초까지 그곳에 머물렀다. 이후 교황은 1261년 5월 첫 주간까지 라테라노에 지낸 후 비테르보로 다시 갔다. 알렉산데르 4세는 1261년 5월 25일 비테르보에서 선종했다. 교황 재위 78개월 중 불과 19개월만을 로마에서 보낸 것이다. 알렉산데르 4세는 재위하는 동안 추기경을 서임하지 않았기 때문에 그가 선종한 후 소집된 교황 선거에는 겨우 8명의 추기경만이 참석했다. 교황 선거는 1261년 5월 25일부터 8월 29일까지 오래 이어졌다. 아무도 과반수 득표를 얻지 못하자 추기경단은 예루살렘 라틴 총대주교였으며, 거룩한 땅으로 십자군과 함께 교황 특사로 파견 나간 자크 팡탈레옹을 선택했다. 자크 팡탈레옹은 교황 우르바노 4세가 되어, 1261년 9월 4일 비테르보에서 교황 대관식을 가졌다.
오르시니 추기경은 1268년-1271년 콘클라베에 참석했으며, 추기경들과 교황청에 대한 대우가 좋지 않다며 비테르보 당국과 시민들에게 불만을 토로한 편지를 보낸 추기경들 가운데 한 사람이었다. 그는 1271년 9월 1일 추기경단 가운데 교황 선출 후보자를 타협하기 위해 선정된 여섯 명의 추기경들 가운데 한 명이 되었다. 그리하여 그는 추기경이 아닌 리에주의 수석부제였으며, 이탈리아가 아닌 십자군과 함께 거룩한 땅으로 간 테오발도 비스콘티가 교황 그레고리오 10세로 선출되어, 교황좌에 착좌하는데 기여하였다. 1273년 그는 교황청과 함께 프랑스로 길을 떠나 제2차 리옹 공의회에 참석했다. 그는 1275년 로마로 돌아가기 위해 그레고리오 10세를 수행하여 같이 리옹을 떠나지 않았으며, 교황이 1276년 1월 10일 로마에 당도하기 전에 아레초에서 선종할 때에도 자리에 없었다. 그는 1276년 1월 20일 시작된 투표에 참석하지 못했으며, 다음날 투표에서 타랑테즈의 피에르가 선출되어 교황 인노첸시오 5세가 되었다. 인노첸시오 5세는 1276년 6월 22일 로마에서 선종했다.
그리하여 교황 그레고리오 10세가 정한 규칙에 따라 1276년 콘클라베가 개시되었다. 조반니 가에타노 오르시니를 포함하여 총 13명의 추기경이 참가했다. 시칠리아 왕 카를로 1세는 콘클라베가 올바로 진행되도록 엄격하게 감독하는 관리자 역할을 부여받았으나 실제로는 프랑스파를 편파적으로 지지하고 있었다. 7월 11일 제노바의 오토보노 피에스키 추기경이 선출되어 교황 하드리아노 5세가 되었다. 새 교황은 로마의 여름 더위를 피하고 로마왕 루돌프를 만나기 위해 비테르보에 갔다가 즉위 39일 만에 선종했다. 교황으로서 그가 한 유일한 행동은 콘클라베를 규제한 그레고리오 10세의 《위험이 있는 곳에》(Ubi periculum)를 정지시킨 것이었다. 그는 추기경들의 조언에 따라 그레고리오 10세의 규정을 개선하고자 하였다. 오르시니 추기경도 이 때 토론에 참석했다. 더욱이 하드리아노 5세는 즉위한지 얼마 지나지 않아 시칠리아 왕 카를로 1세가 비테르보에 와서 신하의 예로 충성을 맹세하기를 바랐다. 그래서 그는 사비나의 주교급 추기경 베르트랑 드 생마르탱과 조반니 오르시니 추기경, 자코모 사벨리 추기경 등을 보내 자신의 뜻을 전달했다. 카를로 1세는 6월 24일 비테르보에 왔으나, 안타깝게도 양측 간에 협상이 끝나기도 전에 하드리아노 5세가 8월 18일 선종하고 말았다.
1276년 9월 초, 하드리아노 5세가 선종한 비테르보에서 콘클라베가 개시되었다. 당초 8월 29일 교황 선거를 실시하려고 했으나 비테르보 시민들이 소요를 일으켜 며칠 동안 연기할 수 밖에 없었다. 하드리아노 5세는 재위기간 동안 새 추기경을 서임하지 않았고, 시몽 드 브리옹 추기경은 아직 교황 특사로 프랑스에 머물러 있었기 때문에 콘클라베에 참석한 추기경들의 수는 12명이었다. 한때 소란이 일어나 잠시 중단되기는 했으나 추기경들은 신속하게 투표를 진행했다. 1276년 9월 8일 리스본의 주교급 추기경단 단장 페드루 줄리앙 추기경이 1차 투표에서 과반수 표를 얻었다. 그는 자신의 이름을 교황 요한 21세로 선택하고, 9월 20일 비테르보 대성당에서 조반니 가에타노 오르시니 추기경의 주재 아래 대관식을 가졌다. 10월 18일, 조반니 가에타노 오르시니 추기경은 근래에 선종한 리카르토 안니발디 추기경의 자리였던 성 베드로 대성전의 수석사제로 임명되었다.
그레고리오 10세가 제정한 규정은 비록 결함이 있기는 했지만, 그것을 중단한 하드리아노 5세의 조치는 비판을 받았다. 일부 비평가들은 페드루 줄리앙을 포함하여 규정 정지를 보증한 추기경들이 거짓말을 했거나 그것이 사실이라 하더라도 그것은 교회법과 상충된 조치였다고 말한다. 이들이 교황청 내에서 콘클라베를 방해해 지연되도록 선동한 이들과 동일인물이었을지도 모른다는 추정도 있다. 요한 21세는 이러한 비판에 대해 1276년 9월 30일에 위험이 있는 곳에에 대한 정지 조치가 유효하다는 입장을 밝히면서 즉각 되받아쳤다. 바르톨로메오 피아도니는 요한 21세의 이러한 철회 교령이 조반니 가에타노 오르시니 추기경의 제안에 따라 공표되었다고 기록하였다. 조반니 가에타노 추기경이 카를로 1세 왕과의 협상을 체결함으로써 카를로 1세는 1276년 10월 7일 교황 요한 21세에게 충성 맹세를 하였다. 요한 21세의 통치는 성공적일 것으로 예상되었다. 그러나 1277년 5월 중순, 교황이 비테르보의 교황궁에 새로 지은 방에 있는 동안 지붕이 갑자기 무너지는 사건이 일어났다. 교황은 지붕 잔해에 깔려 큰 부상을 입었다. 그는 며칠 동안 병상에서 시름시름 앓다가 교황 재위 8개월 만인 1277년 5월 20일에 선종하였다. 그는 교황으로 재임하는 동안 한 명의 추기경도 서임하지 못하고 세상을 떠났다.
비테르보에서 다시 새 교황을 선출하기 위한 콘클라베가 소집되었다. 이번에는 일곱 명의 추기경이 참석했는데, 시몽 드 브리옹 추기경은 여전히 교황 특사로 프랑스에 머물러 있었다. 그런데 이번 콘클라베는 빨리 끝나지 않았다. 추기경들 중 3명은 앙주파에 속했고, 나머지 3명은 이에 맞섰다. 유일하게 베르트랑 드 생마르탱 추기경은 어느 편에 설지 몰라 왔다갔다 하였다. 그리하여 콘클라베가 5개월 반 동안 계속되었다. 결국 1277년 11월 25일 성녀 가타리나 축일에 조반니 가에타노 오르시니 추기경이 선출되었다. 그는 자신의 이름을 니콜라오 3세로 명명했다. 새 교황은 즉시 로마로 길을 떠났다. 그는 12월 18일 사제 서품을 받고, 12월 19일 주교 서품을 받았으며, 12월 26일 성 스테파노 축일에 대관식을 가졌다. 그는 시칠리아의 카를로 1세가 내세운 후보가 아니었기 때문에 그의 선출은 향후 있을 어려움의 전조가 되었다. 반면에 니콜라오 3세는 카를로 1세가 교황령 행정 뿐만 아니라 교회 문제에 있어서 너무 많은 영향력을 갖고 있다고 생각했다.

## 교황

### 정치
당시 교황령의 정세는 매우 불안한 상황이었다. 13세기 중반, 신성 로마 제국 황제 프리드리히 2세가 이탈리아 반도에 있는 제국의 영토를 남북으로 뻗어나가려고 한 팽창주의 정책을 추진하면서 교황령은 위협을 받게 되었다. 그는 많은 시간과 노력을 들여 롬바르디아와 토스카나를 정복하려고 했는데, 이는 교황과의 직접적인 마찰을 빚었다. 프리드리히 2세는 교황들에게 두 차례나 파문당하기도 하였다. 호엔슈타우펜 왕조의 신성 로마 제국을 몰아내기 위해 교황청은 프랑스의 루이 9세, 앙주의 샤를과 동맹을 맺었는데, 특히 앙주의 샤를에게는 시칠리아 왕위를 약속하는 대가로 신성 로마 제국을 견제하고자 하였다. 이 정책을 크게 성공하여 앙주의 샤를이 시칠리아 왕 카를로 1세가 되었으나 교황청은 카를로 1세와의 동맹이 자신들에게 있어 치명적이라는 사실을 깨닫게 되었다. 니콜라오 3세의 주요 정책 목표는 교황청과 로마, 교황령에 대한 카를로 1세의 영향력을 약화시키는 것이었다.
니콜라오 3세의 재위기간은 짧았지만, 몇 가지 중요한 사건들이 있었다. 그는 이탈리아 내에서 교황의 권위를 크게 신장했다. 1273년 10월 1일 프리드리히 2세의 손자인 합스부르크 가문의 루돌프 1세가 독일왕과 로마왕으로 선출되었다. 교황 그레고리오 10세는 오랜 협상 끝에 그를 왕으로 인정했지만 황제 칭호 부여와 대관식 일정은 보류했다. 니콜라오 3세는 전임자의 합의를 이행할 의향이 있었지만, 루돌프 1세가 먼저 교회 측의 요구사항을 모두 수용하기 전까지는 그를 황제로 즉위시킬 수 없다며 거부의사를 밝혔다. 루돌프 1세와의 협약은 1278년 5월에 최종 타결되었다. 볼로냐와 로마냐, 라벤나는 교황령에 귀속되는 것이 확정되었다. 연대기 작가 바르톨로메오 피아도니에 의하면, 니콜라오 3세는 루돌프 1세와 논의하여, 롬바르디아, 부르고뉴, 투시아, 독일 등 전반적으로 독일 제국을 구성하는 네 왕국에 대한 루돌프 1세의 상속과 더불어 그를 신성 로마 제국의 황제로 인정했다고 한다.
니콜라오 3세는 카를로 1세를 설득하여, 그가 토스카나에서의 교황 대리 지위 뿐만 아니라 10년 동안 점위하던 로마 원로원직을 1278년에 사임하도록 만들었다. 1278년 7월 니콜라오 3세는 교령 《Fundamenta militantis》를 발표해 외국인이 로마에서 공직을 맡는 것을 금지하였다.

### 교회 문제
니콜라오 3세의 부친은 아시시의 프란치스코와 개인적인 친분 관계에 있었으며, 니콜라오 3세 본인도 프란치스코회에 대한 관심이 각별하였다. 그의 칙서들과 서간들 중 165편 이상이 프란치스코회와 관련된 주제였다. 그 중 가장 중요한 것이 프란치스코회 내 엄률파와 완화파 간의 분쟁을 해결하기 위해 1279년 8월 14일 발표한 교황 칙서 《씨 뿌리는 자가 나갔다》(Exiit qui seminat)이다.
그는 막대한 비용을 들여 라테라노 궁전과 바티칸을 보수하고, 비테르보 인근 소리아노넬치미노에 아름다운 시골 저택을 짓도록 하였다.
니콜라오 3세는 1278년 3월 12일 추기경회의를 소집해 아홉 명의 추기경을 서임했다. 새 추기경들 대부분은 프랑스파가 아니었으며, 개중에서 다섯 명은 수도회 출신이었다.

### 족벌주의
니콜라오 3세는 학식이 풍부하고 강인한 의지의 소유자였지만, 족벌주의에 지나치게 사로잡혔다. 그는 자신과 가장 가까운 친척 세 명을 추기경에 서임했고, 그 밖의 친족들에게도 한 명씩 중요한 자리를 주었다.

## 죽음
니콜라오 3세는 휴식을 취하기 위해 비테르보에 머물고 있던 중에 돌연 중병에 걸렸다. 《Chronicon Parmense》에 의하면, 그는 갑자기 의식을 잃고 쓰러졌다고 한다. 바르톨로메오 피아도니는 그가 갑자기 뇌졸중에 걸려 말 한 번 하지 못하고 세상을 떠났다고 기록하였다. 니콜라오 3세는 종부성사도 받지 못하고 1280년 8월 22일 선종했다. 그의 재위 2년 8개월 28일 만이었다. 그의 시신은 로마로 옮겨져 바티칸 대성전 내 성 니콜라오 경당에 안장되었다.

## 같이 보기
- 교황 목록